# 格里什基夫卡 (拉多梅什利區)
50°33′50″N 29°3′47″E / 50.56389°N 29.06306°E
格里什基夫卡（烏克蘭語：Гришківка）是烏克蘭北部的村莊，隸屬日托米爾州的日托米爾區。該村面積0.4平方公里，海拔高度189米，2001年人口89，人口密度每平方公里224.18人。